# Crystal Bayat
Crystal Bayat (Afganistan, 1997) és una universitària i activista de l'Afganistan.
Es va llicenciar en Ciències Polítiques per la Universitat de Delhi el 2020 i va fer un màster de l'Institut de les Nacions Unides a Delhi el 2021. Va ser una de les set dones que van liderar les protestes al carrer davant l'entrada dels talibans al govern del seu país el 2021, per exemple el 19 d'agost, dia de la independència del país. "La nostra bandera és la nostra identitat", va afirmar al New York Times. Va animar les dones afganeses a sumar-se a les seves protestes per exigir respecte pels drets de les dones. Va criticar en diversos mitjans de comunicació que els talibans no han canviat i va alertar sobre la situació de les dones del país. Va fer una crida demanant ajuda internacional. "Si deixem que els talibans guanyin en això, llavors qualsevol progrés que les dones hagin aconseguir en els darrers 20 anys desapareixerà. Les dones han de formar part del procés econòmic, administratiu i polític", va afirmar.